# 葉鱸屬
葉鱸屬（學名：Polycentrus）是葉鱸科的一屬，生存於南美洲北部及千里達島的淡水及半咸水的水域。

## 分類
目前已知本屬有2個物種：
- 斯氏葉鱸 Polycentrus schomburgkii Coutinho & Wosiacki, 2014
- 頭棘葉鱸 Polycentrus jundia Müller & Troschel, 1849